# Wolverton and Greenleys
Wolverton and Greenleys est une paroisse civile du Buckinghamshire, en Angleterre.